# Коміт
Ко́міт, ко́мес (лат. comes, род. відм. comitis — «супутник») — у Римській імперії посадова особа, що особисто або в складі колективного органу, відомого як комітат (лат. comitatus), виконувала дорадчі функції при високопоставленій особі у сфері цивільного чи військового управління.

## Коміти цивільної сфери
Коміт особистого майна — особа, що відала особистим майном імператора, доходи з якого йшли на державні потреби.
Comes sacri stabuli — головний конюх імператора; воєначальник, що відав імператорськими конюшнями.
Comes rei militaris — командуючий підрозділами (як правило, до легіону), розміщеними в окремій провінції.
Коміт священних щедрот — особа, що відала державною скарбницею, скарбник.
Коміт приватного майна — особа, що займалась збором і використанням доходів з державного або приватного майна імператора.
Коміт федератів — воєначальник у федератів, підпорядкований військовому магістру.
Коміт доместиків — начальник охорони імператора (в період, коли на зміну преторіанцям прийшли доместики); посада запроваджена за правління Костянтина Великого.

## Коміти з військових справ
Коміти з військових справ відповідали за захист тої чи іншої провінції або території. За статусом ця посада була вища за посаду дукса (голови дукату), але нижче магістра кінноти чи піхоти. Notitia Dignitatum містить перелік восьми комітів з військових справ: Коміт Єгипту, Коміт Ісаврії, Коміт Італії, Коміт Африки, Коміт Аргенторату, Коміт Авернуму, Коміт Британії, Коміт Іспанії.

## Розвиток терміна
У період домінату Римської імперії (IV століття) комітами називали членів імператорської ради Sacrum consistorium, відповідальних за адміністративні питання, пізніше (на межі IV і V століття) — правителів Сирії і Палестини. З VI століття термін набув поширення
в Державі франків для позначення королівських посадових осіб, яким на певній території доручено ведення судових, адміністративних та військових питань, і став означати титул граф у романських (фр. comte, ісп. conde, італ. conte) і деяких германських (англ. count) мовах. Термін також набув поширення і у слов'янських мовах: українське кміть (вільний селянин, що сплачував фіксований податок), сербське кмет (селянин-орендатор зі спадковим земельним наділом), болгарське і чорногорське кмет (шанована на селі людина, старійшина, староста)[джерело?].